# Distretto di Bełchatów
Il distretto di Bełchatów (in polacco powiat bełchatowski) è un distretto polacco appartenente al voivodato di Łódź.

## Geografia antropica

### Suddivisioni amministrative
Il distretto comprende 8 comuni.
- Comuni urbani: Bełchatów
- Comuni urbano-rurali: Zelów
- Comuni rurali: Bełchatów, Drużbice, Kleszczów, Kluki, Rusiec, Szczerców